# باول مارك ديفيس
باول مارك ديفيس (بالإنجليزية: Paul Marc Davis)‏ هو ممثل بريطاني، ولد في 1974 بلندن في المملكة المتحدة.

## أعمال

### أفلام
- (2001) هاري بوتر وحجر الفلاسفة

## وصلات خارجية
- باول مارك ديفيس على موقع IMDb (الإنجليزية)
- باول مارك ديفيس على موقع قاعدة بيانات الفيلم (الإنجليزية)